# Arctia villicula
Arctia villicula är en fjärilsart som beskrevs av Embrik Strand 1919. Arctia villicula ingår i släktet Arctia och familjen björnspinnare. Inga underarter finns listade i Catalogue of Life.